# Hollywood Rose
Hollywood Rose est un groupe américain de hard rock, originaire de Los Angeles, en Californie. Pendant son existence, il est notamment composé de Axl Rose et Izzy Stradlin. Il a fusionné avec le groupe L.A. Guns pour donner naissance aux Guns N' Roses en 1985.

## Historique

### Formation (1983)
Avant la formation, le guitariste Chris Weber est présenté à Izzy Stradlin sur le parking du Rainbow Bar and Grill, par son ami Tracii Guns qui guidait la première incarnation des L.A. Guns à cette période, Weber souhaitant former un groupe. Peu de temps après, Weber et Stradlin se lancent dans l'écriture de morceaux et, à la suggestion de Stradlin, recrute son ami d'enfance et ex-Rapidfire et L.A. Guns Axl Rose, qui à l'époque s'appelle encore Bill Bailey. À la suggestion de Rose,, le groupe pourrait s'appeler AXL,, et Rose adopterait le nom d'Axl,,. Ils jouent leur premier concert à l'Orphanage de North Hollywood, Los Angeles, et quelques autres shows avant de changer de nom pour Rose,. Le groupe change encore une fois de nom, et définitivement pour Hollywood Rose,,,,, jusqu'à ce que Weber découvre que le nom de Rose était déjà utilisé par un groupe de New York.
Pendant leurs performances, ils sont rejoints par les bassistes Rick Mars, Andre Troxx et Steve Darrow avec le batteur Johnny Kreis, qui restera seul membre constant du groupe excluant Rose, Stradlin et Weber.

### Changements et séparation (1984–1985)
Après avoir emprunté de l'argent au père de Weber, le groupe enregistre une démo cinq titres à Hollywood, en 1984,. Après quelques concerts, ils participent au Music Machine in '84. Weber frappe accidentellement Rose avec sa guitare. Rose s'emporte et renvoie Weber du groupe, qui est remplacé par Slash. Furieux du renvoi de Weber, Stradlin quitte le groupe alors que Slash venait répéter pour la première fois et part rejoindre le groupe de heavy metal London,. Steven Adler, membre du groupe Road Crew de Slash, remplace aussi le batteur Kreis à cette période. Le groupe continue de jouer en concert avant de se séparer, avant leur dernière performance au Troubadour de Los Angeles en 1984. Rose chantera au sein de L.A. Guns et Slash auditionnera pour Poison à la place du guitariste Matt Smith.
Le groupe se réunit brièvement avec Rose, Stradlin, Weber et Darrow. Weber, qui a emménagé à New York,, est aussitôt remplacé par Tracii Guns,,. Le groupe change de nom pour Guns N' Roses (mêlant les noms de L.A. Guns et Hollywood Rose) ave une formation qui comprend Axl Rose, Tracii Guns, Izzy Stradlin, Ole Beich (ex-L.A. Guns) et Rob Gardner,.

## Membres
- Axl Rose - chant
- Izzy Stradlin - guitare
- Chris Weber - guitare
- Rick Mars - basse
- Johnny Kreis - batterie
- André Troxx - basse
- Steve Darrow - basse
- Slash - guitare
- Steven Adler - batterie
- Rob Gardner - batterie
- Tracii Guns - guitare

## Discographie
- 2004 : The Roots of Guns N' Roses